# Mak Dizdar
 (février 2022).
La mise en forme du texte ne suit pas les recommandations de Wikipédia : il faut le « wikifier ».
Les points d'amélioration suivants sont les cas les plus fréquents :
- Les titres sont pré-formatés par le logiciel. Ils ne sont ni en capitales, ni en gras.
- Le texte ne doit pas être écrit en capitales (les noms de famille non plus), ni en gras, ni en italique, ni en « petit »…
- Le gras n'est utilisé que pour surligner le titre de l'article dans l'introduction, une seule fois.
- L'italique est rarement utilisé : mots en langue étrangère, titres d'œuvres, noms de bateaux, etc.
- Les citations ne sont pas en italique mais en corps de texte normal. Elles sont entourées par des guillemets français : « et ».
- Les listes à puces sont à éviter, des paragraphes rédigés étant largement préférés. Les tableaux sont à réserver à la présentation de données structurées (résultats, etc.).
- Les appels de note de bas de page (petits chiffres en exposant, introduits par l'outil «  Source ») sont à placer entre la fin de phrase et le point final[comme ça].
- Les liens internes (vers d'autres articles de Wikipédia) sont à choisir avec parcimonie. Créez des liens vers des articles approfondissant le sujet. Les termes génériques sans rapport avec le sujet sont à éviter, ainsi que les répétitions de liens vers un même terme.
- Les liens externes sont à placer uniquement dans une section « Liens externes », à la fin de l'article. Ces liens sont à choisir avec parcimonie suivant les règles définies. Si un lien sert de source à l'article, son insertion dans le texte est à faire par les notes de bas de page.
- La présentation des références doit suivre les conventions bibliographiques. Il est recommandé d'utiliser les modèles {{Ouvrage}}, {{Chapitre}}, {{Article}}, {{Lien web}} et/ou {{Bibliographie}}. Le mode d'édition visuel peut mettre en forme automatiquement les références.
- Insérer une infobox (cadre d'informations à droite) n'est pas obligatoire pour parachever la mise en page.

Pour une aide détaillée, merci de consulter Aide:Wikification.
Si vous pensez que ces points ont été résolus, vous pouvez retirer ce bandeau et améliorer la mise en forme d'un autre article.
Œuvres principales
 Stone Sleeper 
Mehmedalija « Mak » Dizdar (17 octobre 1917 - 14 juillet 1971) était un poète bosnien. Sa poésie combine des influences de la culture chrétienne bosnienne, du mysticisme islamique et des vestiges culturels de la Bosnie médiévale, et en particulier des stećci.
Ses œuvres Kameni spavač (Stone Sleeper)  et Modra rijeka (Blue River)  sont probablement les réalisations poétiques bosniennes les plus importantes du XXe siècle.

## Biographie

### Jeunesse
Mehmedalija Dizdar est née pendant la Première Guerre mondiale dans une famille bosniaque musulmane à Stolac, en Bosnie-Herzégovine. Il était le fils de Muharem (mort en 1923) et Nezira (née Babović; 1881–1945). Mehmedalija était le deuxième de trois enfants. Son frère aîné Hamid était écrivain. La sœur de Mehmedalija, Refika (1921-1945) et sa mère ont été tuées dans le camp de concentration de Jasenovac .

### Carrière
En 1936, Dizdar a déménagé à Sarajevo où il a fréquenté et obtenu son diplôme du Gymnasium. Il a commencé à travailler pour le magazine Gajret, dirigé par son frère Hamid et fondé par Safvet beg Bašagić.
Dizdar a passé ses années de Seconde Guerre mondiale en tant que partisan Yougoslave. Il se déplaçait fréquemment d'un endroit à l'autre afin d'éviter l'attention des autorités de l'État indépendant de Croatie.
Après la guerre, Dizdar était une figure éminente de la vie culturelle de la Bosnie-Herzégovine, travaillant comme rédacteur en chef
du quotidien  Oslobođenje (Libération) . Il a dirigé quelques maisons d'édition parrainées par l'État et est finalement devenu écrivain professionnel et président de l'Union des écrivains de Bosnie-Herzégovine, poste qu'il a occupé jusqu'à sa mort.

## Vie privée
Le fils de Dizdar, Enver (8 juin 1944 - 21 décembre 2012) était journaliste et publiciste.
Mak Dizdar est décédé à l'âge de 53 ans en 1971, après avoir survécu à ses parents et à ses deux frères et sœurs.

## Œuvre

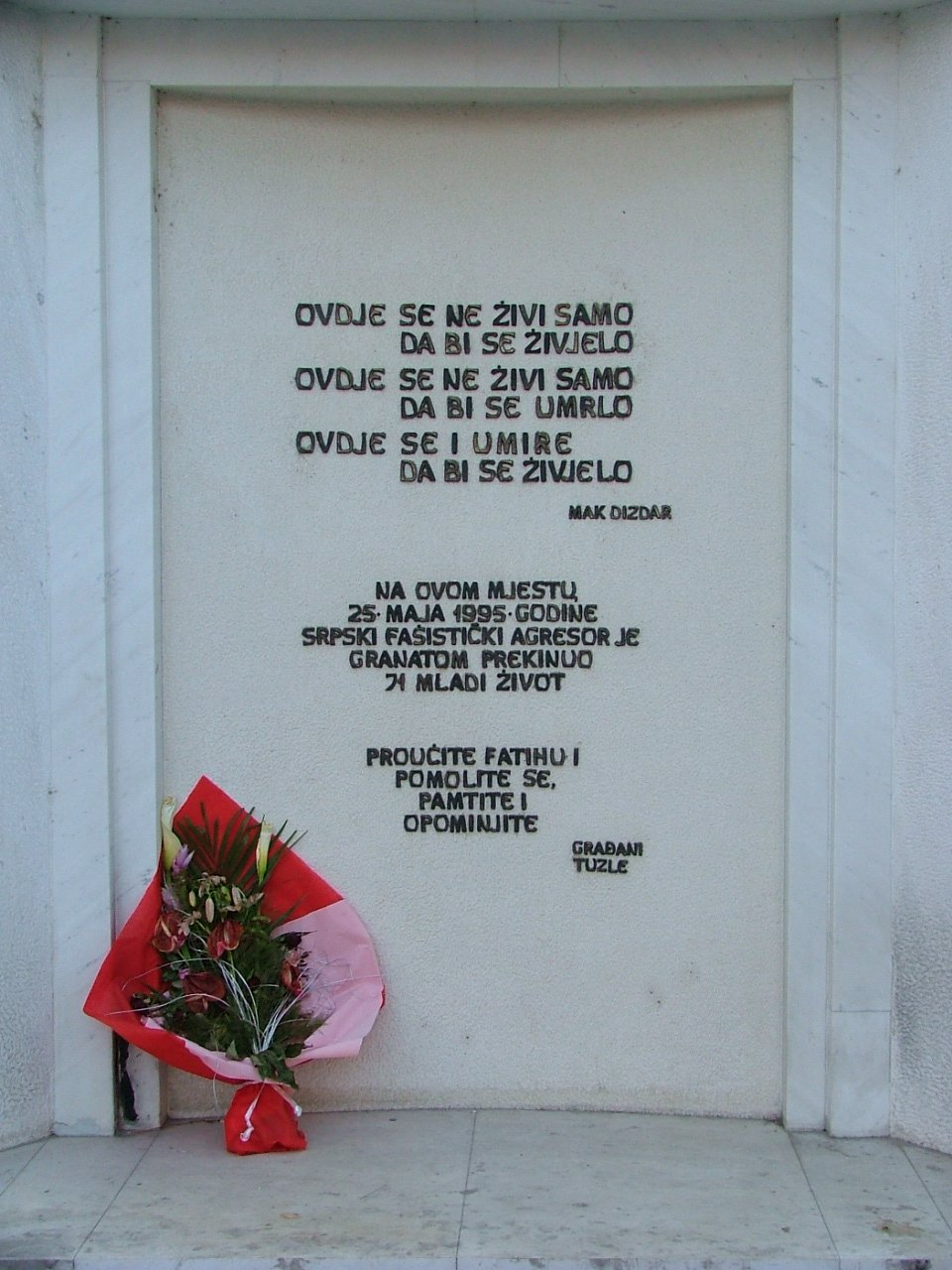
Un poème de Mak Dizdar sur le mémorial du massacre de Tuzla :
"Ici on ne vit pas
juste pour vivre.
Ici on ne vit pas
juste pour mourir.
Ici on meurt aussi
pour vivre"

Les deux recueils de poésie de Dizdar et une série de poèmes plus longs, Kameni spavač (Stone Sleeper)  et Modra rijeka (Blue River) , ont fusionné des éléments apparemment disparates. Il a été inspiré par la culture de l'chrétienne bosniaque du Moyen Âge, les paroles de visionnaires mystiques islamiques hétérodoxes et l'idiome linguistique vernaculaire bosniens du XVe siècle. Sa poésie faisait référence aux pierres tombales bosniens médiévales stećci et à leurs inscriptions gnomiques sur l'éphémère de la vie. Il articulait une vision distinctive de la vie et de la mort, s'inspirant des sensibilités gnostiques chrétiennes et musulmanes de la vie comme un passage entre «la tombe et les étoiles», exprimant à la fois l'horreur gnostique de la corporéité et un sens de la béatitude de l'univers.

## Dizdar et Stećci
En Bosnie-Herzégovine, il y a environ 60 000 stećci et un total de 70 000 dans la grande région. Les pierres tombales stećci sont inscrites avec divers symboles et illustrations. Les symboles utilisés sur les stećci étaient des hommes avec de grandes mains droites, des spirales, des gens jouent un tour et des cerfs. Les motifs religieux les plus courants observés sur les pierres tombales stećci sont le croissant de lune, les étoiles et les cercles (représentant le soleil). Le deuxième motif le plus courant était la croix, qui n'apparaît jamais seule. On le voit régulièrement aligné avec le croissant de lune et l'étoile, et parfois avec d'autres symboles tels qu'un bouclier, une épée, une lance ou un drapeau.
En plus des symboles gravés sur les stećci, de courtes inscriptions ou épigraphes ont également été gravées dans de nombreux stećci. Les inscriptions sur les stećci caractérisent toute la vie du défunt - leurs habitudes, la manière de leur mort, l'amour de leur pays dans lequel ils reposent et leur admiration devant la mort.
Dizdar a utilisé les symboles et les inscriptions sur les stećci comme épine dorsale de son œuvre la plus célèbre, Kameni Spavač. La Bosnie de Dizdar était «définie par les stećci et la stigmatisation de la Bosnie concernant la question de savoir si elle était la réponse poétique du sujet: son défi aux rêves» . Dizdar a utilisé les symboles et les inscriptions sur les stećci pour donner à Kameni Spavač un point de vue historique, en envisageant le monde à travers les yeux des peuples médiévaux enterrés sous les stećci. En envisageant le monde à travers les yeux des sommeils de pierre enterrés sous les stećci, Dizdar a pu aborder de nombreux thèmes. A travers les stećci, il a abordé les thèmes du "parcours de vie intime d'origine, de patrie ou de paysages, de sources de connaissances, d'expériences du monde, d'un déchiffrement nouveau et coordonné des signes, qui atteignent au-delà de leur singularité".
Dizdar a déclaré que les thèmes exprimés dans les inscriptions étaient les "secrets de la Bosnie". Dizdar lui-même a décrit l'importance et le mystère du stećci en disant « stećak est pour moi ce qu'il n'est pas pour les autres, des choses qui sont sur eux ou en eux, que d'autres n'ont pas inscrites ou n'ont pas su voir. C'est une pierre, mais aussi un mot, c'est la terre, mais aussi le ciel, c'est la matière, mais aussi un esprit, c'est un cri, mais aussi un chant, c'est la mort, mais aussi la vie, c'est le passé, mais aussi l'avenir ».
Mak Dizdar s'est également battu contre l'influence forcée de la langue serbe sur la langue bosnien, dans son article de 1970 "Marginalije o jeziku i oko njega".
Après l'effondrement du communisme et à la suite de la guerre de Bosnie-Herzégovine, le magnum opus poétique de Dizdar est resté la pierre angulaire de la littérature moderne de Bosnie-Herzégovine.